# Baba en Mai (Nieuw-Amsterdam)
Baba en Mai is een monument in Nieuw-Amsterdam, Suriname. De onthulling vond plaats op 2 juni 2019, ter herinnering aan de aankomst van de eerste Indiase contractarbeiders naar Suriname (Hindoestanen) op 5 juni 1873, ook wel Prawas Din genaamd. Het beeld werd gemaakt door Ajay Permaul.
Het monument bestaat uit een beeldenpaar en een kunstwerk van de boot Lalla Rookh. Het geheel staat tegenover het districtscommissariaat op het Lalla Rookh Plein, waarvan de naam op dezelfde dag werd onthuld. De ceremonie werd uitgevoerd door de Stichting Hindoestaanse Immigratie (SHI) in samenwerking met het districtscommissariaat van Commewijne. Het plein heeft een oppervlakte van 300 m². Vooraf is er een jaar aan gewerkt, waarin ook een niemboom werd geplant, en na de tijd moesten nog bankjes en kleinere dingen geplaatst worden. Niembomen zijn ooit door Hindoestanen in Suriname geïntroduceerd. Het project kostte bij elkaar 150.000 SRD (circa 20.000 euro) en werd bij elkaar gebracht met giften. In de directe omgeving staan Tip Tip en het Onafhankelijkheidsmonument.
Dit is het vierde monument dat Baba en Mai uitbeeldt. Er zijn verder nog monumenten van Baba en Mai in Paramaribo (1994), in Calcutta in India (2015), in Nieuw-Nickerie (2017) en in Groningen (2023). De SHI is ook de organisator achter de plaatsing van de andere drie. De inhuldiging gebeurde met toespraken van Shabier Ishaak (voorzitter van SHI), Ashwin Adhin (vicepresident van Suriname), Chan Santokhi (voorzitter van de Vooruitstrevende Hervormings Partij; VHP) en Soewarto Moestadja (voorzitter van stichting Djamoe). Onder de aanwezigen bevond ook de Indiase ambassadeur Mahender Singh Kanyal.